# James Dexter
James Roland Dexter (* 3. März 1973 in Fort Ord, Kalifornien) ist ein ehemaliger US-amerikanischer American-Football-Spieler. Er spielte fünf Saisons auf der Position des Tackles für die Arizona Cardinals und die Carolina Panthers in der National Football League (NFL).

## NFL

### Arizona Cardinals
Dexter wurde in der fünften Runde des NFL Draft 1996 von den Arizona Cardinals ausgewählt. Er war von 1997 bis 1999 Starter auf der Position des rechten Tackles. 1997 verpasste er aufgrund einer Knieverletzung mehrere Spiele und aufgrund einer Tricepsverletzung einen Großteil der Saison 1999. Nachdem Dexter 1999 eine Vertragsverlängerung von einem Jahr erhielt, ließ man ihn 2000 als Free Agent auf den Markt.

### Carolina Panthers
Im April 2000 verpflichteten die Carolina Panthers Dexter. Aufgrund einer Ellenbogenverletzung, die er sich in der Preseason zuzog, bekam er nur wenig Spielzeit. Am 28. Februar 2001 wurde er entlassen.